# موزخوار بنفش
موزخوار بنفش (نام علمی: Musophaga violacea) نام یک گونه از سرده موزخوارها است.